# 22132 Merkley
22132 Merkley è un asteroide della fascia principale. Scoperto nel 2000, presenta un'orbita caratterizzata da un semiasse maggiore pari a 2,9413920 UA e da un'eccentricità di 0,0825964, inclinata di 2,65072° rispetto all'eclittica.